# 유비트 니트
유비트 니트(Jubeat Knit)는 코나미의 비마니 시리즈에 속하는 리듬액션 게임으로, 유비트 리플즈의 후속작이다. 일본에는 2010년 7월 29일 출시되었으며, 대한민국엔 8월 10일 출시되었다. 확장팩인 니트 어펜드(Jubeat Knit Append)는 2011년 봄에 발매되었다.

## 전작과 다른점
전체적인 테마의 변경과 함께, 새로운 마커와 새로운 곡의 추가가 이뤄질 예정이다.
- 곡 선택의 변화(전작의 커버 다중 선택으로 난이도 변경-곡 선택이 아닌, 곡 선택후에 난이도 선택으로 변경)←정식발매후 커버다중선택으로 난이도변경으로 변경
- 다른 레벨일지라도 곡이 같으면 배틀 가능(이때 순위는 전작과 같은 점수로 판정)
- 배경 변화가 유비트 리플즈의 전방위로 넓혀가는 타입이 아닌 유비트의 상하로 넓혀가는 타입으로 회귀
- 아나운서 보이스가 여성에서 남성으로 변경
- 리플즈에서 해금한 곡은 그대로 유지.
- 곡 해금 방식 변화. 니트답게 WOOL 을 얻어 셔츠를 짜 곡을 해금.
- 계급 초기화. 유빌리티라는 개념을 통해 실력 가늠. 스킬포인트와 비슷
- 유비트 → 유비트 리플즈에서처럼 플레이카운트, 풀콤보 엑설런트 횟수는 계승되지 아니하며, 곡별 최고점수, 뮤직바, 플레이 풀콤보 엑설 여부는 계승.
- 3인 이하의 인원이 로컬매칭 시 남은 자리를 채우기 위해 자동으로 온래인매칭 실시.

등의 변화가 있다.